# Ribadesella (parròquia)
Ribadesella (Ribeseya en asturià) és una parròquia del concejo homònim, al Principat d'Astúries (Espanya). Alberga una població de 3.157 habitants (INE 2009) i ocupa una extensió d'1,86 km².
La parròquia comprèn únicament la vila de Ribadesella, capital del municipi. La vila està situada a 84 km de la capital del Principat i està situada a una altitud de 2 msnm.
El seu temple parroquial està dedicat a Santa Maria Magdalena.